# Jaskinnica francuska
Jaskinnica francuska (Speleomantes strinatii) – gatunek płaza ogoniastego z rodziny bezpłucnikowatych występujący endemicznie w górach południowo-wschodniej Francji i północno-zachodnich Włoch. Dorasta do 12,3 cm długości i cechuje się zmiennym ubarwieniem. Gatunek zagrożony (EN) w związku ze stosunkowo dużym (>20%) prawdopodobieństwem wyginięcia w ciągu najbliższych 25–50 lat spowodowanym infekcjami patogenicznego grzyba Batrachochytrium salamandrivorans.

## Wygląd
Wygląd identyczny jak u pieczarnika włoskiego (Speleomantes italicus). W przeszłości uważana była za podgatunek S. italicus.
Samce dorastają do 11,6 cm, a samice do 12,3 cm. Głowa widziana z góry jest owalna, pysk zaokrąglony, występuje lekki nagryz pionowy. Ubarwienie zmienne – kolor podstawowy od jasnobrązowego do czarnego.

## Zasięg występowania i siedlisko
Endemit – występuje wyłącznie w południowo-wschodniej Francji i północno-zachodnich Włoszech. Spotykana jest na wysokości 0 – 2500 m n.p.m. w południowo-wschodnich Alpach francuskich, Alpach włoskich oraz w Apeninach we włoskim regionie administracyjnym Liguria. Zasięg występowania wynosi 17 290 km². Występują dwie introdukowane subpopulacje – jedna w departamencie Ariège we francuskich Pirenejach, a druga we francuskiej miejscowości Angles-sur-l’Anglin. Płaz ten spotykany jest w pobliżu strumieni, kamiennych odkrywek i jaskiń na obszarach górskich. Może również występować na zagospodarowanych obszarach wiejskich, ale nie znosi dużego poziomu degradacji siedliska. Samica składa jaja na ziemi, występuje rozwój prosty.

## Status i ochrona
IUCN klasyfikuje jaskinnicę francuską jako gatunek zagrożony (EN), jako że modele matematyczne wykazały, że prawdopodobieństwo wyginięcia z powodu infekcji patogenicznego grzyba Batrachochytrium salamandrivorans wynosi ponad 20% w ciągu następnych 5 pokoleń (25–50 lat). Gatunek ten jest lokalnie pospolity – bardziej we Włoszech niż we Francji.
Występuje lokalna utrata siedliska spowodowana wycinką drzew, rozwojem turystyki i urbanizacją. Jaskinnicy francuskiej zagrażać może również zmiana klimatu oraz odłów w celach hodowlanych. Gatunek ten występuje na wielu obszarach chronionych i niektórych obszarach Natura 2000. Przed wyodrębnieniem jako osobny gatunek, płaz ten figurował w załączniku II konwencji berneńskiej oraz załączniku IV dyrektywy siedliskowej Unii Europejskiej jako pieczarnik włoski. W ochronie gatunku pomóc może lepsze zrozumienie biologii Batrachochytrium salamandrivorans.